# Remigijus Baltrėnas
Remigijus Baltrėnas (* 1974) ist ein litauischer Generalleutnant und seit 2025 Director General of the International Military Staff bei der NATO in Brüssel.

## Leben

### Militärische Laufbahn
Remigijus Baltrėnas schloss sich 1992 der im Neuaufbau befindlichen litauischen Armee an. Er ist Absolvent der litauischen Militärakademie und besuchte zudem diverse US-Militärschulen (Masterabschluss am United States Army War College).
Als Offizier des litauischen Heeres diente er auf verschiedenen Posten im In- und Ausland. So war er Kommandant eines Infanteriebattalions und diente im Stab der Infanteriebrigade Geležinis Vilkas. Zudem nahm er an Auslandsmissionen in Bosnien und Herzegowina (2010–2011) und im Rahmen der ISAF teil. Als Oberst diente er zuletzt als Chef des litauischen Militärgeheimdienstes.
Am 22. Juli 2020 wurde Baltrėnas von Präsident Gitanas Nausėda zum Brigadegeneral befördert. Kurze Zeit später wurde er zum militärischen Vertreter Litauens bei der NATO und der EU ernannt. Am 27. Dezember 2022 erfolgte seine Beförderung zum Generalmajor. Im August 2024 übernahm er die Aufgaben des Stabschefs der Litauischen Streitkräfte und tauschte damit mit Mindaugas Steponavičius den Posten. Im November desselben Jahres wurde er zum Generalleutnant befördert. Im Juli 2025 folgte er dem Polen Janusz Adamczak als Director General of the International Military Staff (DGIMS).

### Privates
Remigijus Baltrėnas ist verheiratet und Vater einer Tochter und eines Sohnes. Wie viele seiner Landsleute ist der General ein großer Basketballfan und spielt auch selber gerne.

## Auszeichnungen
Remigijus Baltrėnas erhielt folgende bedeutende Ehrungen:
- Ritter des Ordens des Vytis-Kreuzes (2019)
- III. Klasse des Ordens des Adlerkreuzes (2021)